# 나주로
나주로(Naju-ro)은 전라남도 나주시 송월동 한국통신교차로에서 금남동 나주경찰서교차로 를 잇는 도로이다

## 주요 경유지
전라남도
- 나주시 (송월동 . 금남동)

## 노선
| 이름              | 접속 노선              | 소재지 | 소재지 | 비고 |
| ----------------- | ---------------------- | ------ | ------ | ---- |
| 한국통신 교차로   | 국도 제13호선 (예향로) | 나주시 | 송월동 |      |
| 금성지구대 교차로 | 남고문로               | 나주시 | 금남동 |      |
| 금성교            |                        | 나주시 | 금남동 |      |
| (이름 없음)       | 중앙로                 | 나주시 | 금남동 |      |
| 나주경찰서 교차로 | 영산로                 | 나주시 | 금남동 |      |

## 주요 건물 및 시설
- KT나주빌딩 (나주로 21/송월동 786)
- KT플라자 (나주로 21/송월동 786)
- 국민연금공단 나주지사 (나주로 21/송월동 786)
- 파리바게트 나주송월점 (나주로 81/송월동 645-1)
- 농협 나주농협본점 (나주로 101/금성동 60-10)
- 농협 나주농협 하나로마트 본점 (나주로 101/금성동 60-10)
- 신협 나주신협본점 (나주로 127/금성동 13-1)
- 알파 나주점 (나주로 128/금성동 11)
- 새마을금고 니주신협 본점 (나주로 140/금성동 3-3)
- Twitter 대성대리점 본점 (나주로 162/중앙동 64-4)
- Twitter 전남서해대리점 나주본점 (나주로 172/중앙동 79-1)
- 맘스터치 나주터미널점 (나주로 185/중앙동 6-1)
- KB국민은행 나주지점 (나주로 186/중앙동 88-1)
- 나주터미널 (나주로 192/중앙동 95-5)
- 세븐일레븐 나주다솔점 (나주로 200/중앙동 3-1)
- 도미노피자 나주점 (나주로 208/성북동 138-54)